# U-81 (1941)
U-81 – niemiecki okręt podwodny (U-Boot) typu VII C z okresu II wojny światowej. Okręt wszedł do służby w 1941 roku. Kolejnymi dowódcami byli: Friedrich Guggenberger (kwiecień 1941 – grudzień 1942), Johann-Otto Krieg (grudzień 1942 – styczeń 1944).

## Historia
Wcielony do 1. Flotylli U-Bootów celem szkolenia załogi, od kwietnia 1941 roku jako jednostka bojowa; od stycznia 1944 roku w 29. Flotylli.
U-81 operował głównie na Morzu Śródziemnym. Podczas całej służby odbył 17 patroli bojowych, zatapiając 25 statków o łącznej pojemności 49256 BRT (wśród nich wiele arabskich żaglowców), francuski okręt pomocniczy (trawler ZOP FFL „Vikings”, 1150 t) i uszkadzając jeden statek (6671 BRT). Największym sukcesem okrętu było jednak storpedowanie 13 listopada 1941 roku w pobliżu Gibraltaru lotniskowca HMS „Ark Royal” (22000 t). Okręty eskorty zrzuciły wówczas około 130 bomb głębinowych, ale U-Bootowi udało się umknąć. Lotniskowiec, trafiony pojedynczą torpedą w prawą burtę na wysokości śródokręcia, mimo prób ratowania, zatonął dzień później. 
U-81 został zatopiony podczas nalotu amerykańskich B-17 na włoski port Pola (obecnie Pula, Chorwacja) 9 stycznia 1944 roku; życie straciło dwóch członków załogi. Wrak został podniesiony 22 kwietnia 1944 roku, następnie złomowany.